# Willem Putman
Willem Putman (Waregem, 7 juni 1900 - Brugge, 3 september 1954) was een Vlaams schrijver.

## Familie
Willem Putman was de zoon van de boekhandelaar, uitgever, toneelschrijver, componist, directeur van de muziekschool van Waregem en verzekeringsmakelaar Palmer Putman (Waregem 1870 - 1910). Hij richtte een toneelfonds op, dat honderden toneelwerken in beheer had. Na een eerste huwelijk waarvan de vrouw vroegtijdig overleed, hertrouwde Palmer in 1899 met Elvira Callens (Harelbeke 1870 - Kortrijk 1951) die hem vijf kinderen schonk en die, na Palmers vroege dood het Toneelfonds Palmer Putman verder beheerde tot aan haar eigen dood.
De vijf kinderen waren: 

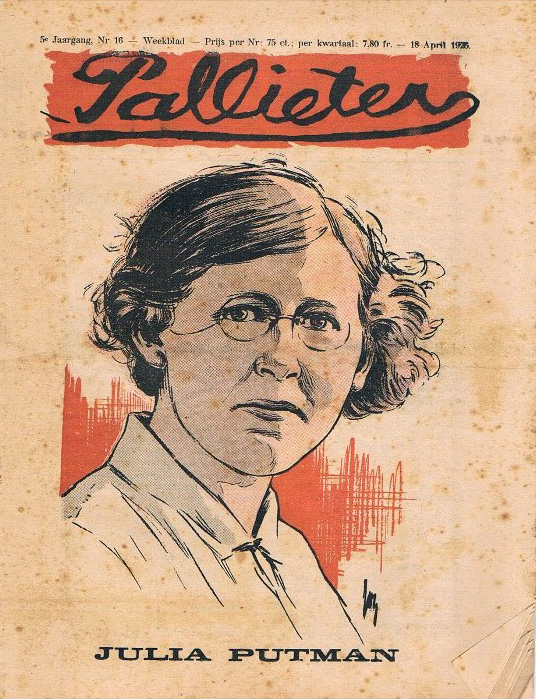
Julia Putman (door Jos De Swerts)

- Willem Putman, die trouwde met Martine Vandenhaute. Ze hadden zes kinderen, onder wie Luc Putman (1927-2002), ambassadeur in Marocco, Kinshasa, Moskou en Dublin.

- Julia Putman (Waregem 1901 - Dindigal, Indië 1959) die, na actief te zijn geweest in de Vlaamse Meisjesbeweging, in 1926 in het klooster trad en missionaris werd in Indië, waar ze een normaalschool voor meisjes stichtte. Ze schreef ook twee verhalen: De Brahmaanse weduwe en De kinderen in Travancore.

- Floris Putman (Waregem 1902 - Kortrijk 1948) werd priester van het bisdom Brugge. Hij werd, omwille van zijn zwakke gezondheid, kapelaan in Zwitserland (1928-1930) en vervolgens onderpastoor in Wenduine (1930-1934), Sint-Eloois-Winkel (1934-1940) en Stasegem (vanaf 1940). Gedurende de Tweede Wereldoorlog diende hij wegens gezondheidsredenen alle werk stil te leggen en trok hij zich terug te Kortrijk, waar hij overleed op tragische wijze op 45-jarige leeftijd. Hij schreef reisindrukken (In mijn Zwitsersch dorp, 1934), toneelstukken (Smedje Smee, 1927 en Bernardientje van Blankenberge, 1946) en boeken (Onze Vlaamsche Visschers, 1936 en Levensbeelden uit Vlaanderen, 1946).

- Helmar Putman (Waregem 23-05-1907 – overleden), toneelschrijver (Jefke Kilo gemobiliseerd, 1940), zaakvoerder van een publiciteitsagentschap gevestigd in de Koningsstraat te Brussel, redacteur van Weekend, uitgever van het tijdschrift Vandaag "Vlaamsche halfmaandelijksche Kroniek", gehuwd met Marie-José Boncquet (Beselare 10-06-1911 - Knokke 13-10-2006).

- Agnes « Jeske » Putman (Waregem 23-06-1909 – overleden)

## Levensloop
Beroepshalve was Putman van 1922 tot 1926 ambtenaar bij het Ministerie van Justitie. Van 1926 tot 1944 was hij inspecteur van de openbare bibliotheken in West-Vlaanderen.
Tegelijk begon hij al heel vlug, onder de impuls van wat hij zijn vader zag doen, te schrijven en publiceren. Het waren eerst enkele toneelstukken, die hij uitgaf onder het pseudoniem W. Hegeling. Het meest succesrijke werd Het oordeel van Olga, waarin hij de oorlogswoeker aan de kaak stelde. Toen het werk werd opgevoerd veroorzaakte het nogal wat ophef en werden acties gevoerd omwille van het beledigende karakter jegens officieren van het Belgisch leger en van de verbondenen. Verschillende uitvoeringen door het Vlaamsche Volkstooneel werden ingevolge plaatselijke protesten verboden.
Dit stond verdere ontplooiing van Putman niet in de weg. Hij werd door sommige critici als een vroegtijdig genie opgehemeld en dit moedigde hem aan tot veel publiceren, zowel toneelwerk als zijn eerste romans. Hij werd ook toneelcriticus voor de Nieuwe Rotterdamsche Courant en bundelde achteraf zijn artikels in boeken. Hij trad ook zelf op als acteur in sommige van zijn toneelstukken. Hij speelde ook voortreffelijk piano.

## Oorlog en collaboratie
Putman, die al voor de oorlog goede contacten had met de Deutsch-Vlämische Arbeitsgemeinschaft nam het op zich een regionale Kultuurkamer te stichten en voor te zitten in Kortrijk. Hij werd medewerker van de collaboratiebladen Brüsseler Zeitung en (in Kortrijk) Leieland. Hij trok in de winter van 1941-1942 naar Hamburg waar zijn stuk Mama's kind werd opgevoerd en gaf ook lezingen op verschillende 'Kultuurdagen'. Dit alles gebeurde in het kader van de activiteiten van de DeVlag, de meest collaborerende organisatie in Vlaanderen, zowel cultureel als politiek.
Dit leidde onvermijdelijk tot vervolging na de Bevrijding, op beschuldiging van culturele collaboratie. Hij werd veroordeeld tot vier jaar cel en levenslange ontzetting uit zijn burgerrechten. Dit betekende niet alleen dat hij zijn betrekking kwijt was maar ook dat hij niet meer kon publiceren. In de nazomer van 1946 werd hij vervroegd vrijgelaten. Hij had zich ondertussen in de gevangenis aan het schrijven gezet.

## Jean Du Parc
Om zijn talrijk gezin te onderhouden zag Putman geen andere uitweg dan zijn schrijverstalenten aan te wenden en hij deed dit voortaan onder het pseudoniem Jean du Parc. Al snel was algemeen bekend wie zich achter die naam verschool, maar hij werd door de rechterlijke instanties ongemoeid gelaten.
De ene roman verscheen toen na de andere - tien in totaal - bij uitgeverij P. Vinck in Antwerpen. Mevrouw Pilatus (werk dat hij zich oorspronkelijk had voorgenomen in het Frans te schrijven) kende net als Christine Lafontaine een groot succes. Sommige van zijn toneelwerken kwamen weer op de planken. In veel van zijn romans kwamen de oorlog en de in zijn ogen onrechtvaardige repressie tegen collaborateurs rechtstreeks of zijdelings ter sprake. Andere thema's waren liefde en kinderen, berouw en vergiffenis, verraad en gemis, naïviteit, passie en berusting. Het werk van Putman werd gekenmerkt door slordige compositie en oppervlakkige psychologische portrettering. Dit belette niet dat zijn meeslepende en boeiende verhalen een ruim en trouw lezerspubliek vonden.
In 1952 schreef hij ook nog een openluchtspel voor de eerste naoorlogse Guldensporenviering in Kortrijk. Zijn productie (om den brode) zette hij onverminderd door, tot in september 1954 een korte maar hevige ziekte hem velde.

## Publicaties
- Het herfstlied, dramatische schets in één bedrijf, toneel (1918)
- Kameraadjes!, eenakter (1918)
- Het lentelied, dramatische schets in één bedrijf voor meisjes (1919)
- De klokken die jubelen, Spel van den oorlog in één bedrijf (1919)
- Het oordeel van Olga (1920), toneel
- Vijf eenakters: Zomergloed. Ice-Party. Albumblad. Een kusje van Nelly. Winterslaap, met een inleiding door Hugo Verriest (1920)
- Vrij!, een drama in één bedrijf (1920) (toneel)
- Haar popje… (1921), toneel
- Het blijde bezoek, toneelspel in één bedrijf (1921)
- Het stille huis (1921)
- Puinen, een volksstuk in 3 bedrijven (1921)
- De laatste nacht, dramatische schets (zonder vrouwenrollen) in één bedrijf. (1922)
- Mama's kind (1923), toneel*
- Marieke Helemzoet, een bende kinderscenen (1923)
- Mijnheer de professor, blijspel in één bedrijf (1923)
- Ambrosius verliefd, fantastisch spel in één bedrijf met voor- en naspel. (1924)
- Lamme Goedzak, spel in 1 bedrijf (1924)
- De doode rat (1925), toneel
- Tineke, blijspel in één akt (1924)
- Jeugd, Minnespel in drie bedrijven (1924).
- Het nieuwe sprookje, spel van prinsesjes en feeën (1925)
- Frida in de politiek, blijspel in één bedrijf (1925)
- Looping the loop, een grap van het geweten in één driedelig bedrijf. (1926)
- Het masker, een spel in halve tonen. (1927)
- Van twee coninx-kinderen, een liefdelied in drie zangen (1927).
- Toneelgroei (1921-1926): indrukken over het na-oorlogsch tooneel-herleven in ons land (1927)
- 't Verloren paradijs (1928), toneel
- De kerstklokjes, kerstsprookje in drie tafereelen (1929)
- Miranda, operette in een proloog en drie bedrijven. Libretto van Willem Putman & Muziek van Emiel Hullebroeck (1929)
- Drie, toneelspel in drie bedrijven. (1930)
- Lourdes, transformatie-spel in drie bedrijven. (1930)
- Armoede, toneelspel (1932)
- Hedwig, legendespel in 3 taferelen. (1933)
- Vader en ik (1933), roman
- Pruiken (1935), roman,
- Rechts of links, actualiteit in 3 episoden (1935)
- Het toneel na Ibsen (1936)
- Wilde Willem wijzer wezen, vrolijk spel in drie bedrijven (1936).
- Mijn gevangene (1937), novelle
- Toneeldagboek 1928-1938 (1938)
- Negentien jaar (1939), toneel
- Mevrouw Pilatus, (1940), toneel
- Peter en Adinda (1941), toneel
- De sporenzege, (1941),oratorium
- Ik ben niet jaloersch!, (1942) comedie in drie bedrijven ,
- Christine Lafontaine (1946), roman
- De man achter de schermen (1948), roman. Herwerkte uitgave van de in 1935 verschenen Pruiken.
- Marilou (1948), roman
- Mevrouw Pilatus, tragedie der gerechtigheid, (1949), roman
- Jeanne d'Arc: een kroniek van de menselijke moed (1950), kroniek
- De hemel boven het moeras. Tragedie der zuiverheid, (1951), roman
- Paula van Berkenrode (1952), roman
- Het Guldensporenspel. Een proeve van massa-toneel in opdracht van de Stad Kortrijk. (1952), openluchtspel
- De leeuwen dansen, een verhaal van mijn guldensporenspel (1952)
- De nacht van Nadine (1953), roman
- Appassionata, (1954), roman
- Wat nu, Marilou? (1955), roman
- Mijn tweede leven (1955), roman
- Jean du Parc Omnibus 1 en 2 (1975)